# Mil etter mil
"Mil etter mil" är en sång skriven av Kai Eide, och representerade Norge i Eurovision Song Contest 1978 där den sjöngs av Jahn Teigen.
Carsten Klouman dirigerade låten i ett brass-jazzarrangemang, men på skivinspelningen blev tongångarna rockigare, med mer trummor och gitarr, och stråkar, men inget. Låten spelades in både på norska och engelska. Teigen spelade också in den på ryska på albumet Brakara med gruppen Prima Vera; med de flesta gitarrerna bortmixade.
Låten startade som nummer två ut den kvällen, efter Irlands Colm C. T. Wilkinson med "Born to Sing" och före Italiens Ricchi e Poveri med "Questo amore". I omröstningen fick låten 0 poäng, och slutade på 20:e och sista plats.

## Listplaceringar
| Lista (1978) | Topplacering |
| ------------ | ------------ |
| Norge        | 1            |